# Церковь Святой Троицы (Мишкольц)
Церковь Святой Троицы (венг. Szentháromság Ortodox Templom) — православный храм Будапештской и Венгерской епархии Московского патриархата в городе Мишкольце, в Венгрии.

## История
Строительство храма происходило с 1785 по 1806 годы. Барочный позолоченный иконостас высотой 16 местров был выполнен в мастерской Миклоша Янковича (Miklós Jankovits) из города Эгера, а 84 иконы (из 88) написаны художником Антоном Кушельмейстером (Anton Kuchelmeister) из Вены. Икона Божией Матери «Ахтырская» была подарена церкви в 1782 году императрицей Екатериной II, которая проезжала через Мишкольц.
Церковь входит в число охраняемых архитектурных объектов Венгрии. 1 февраля 2017 года правительство страны во главе с премьер-министром Виктором Орбаном выделило средства на её реставрацию.

## Современное состояние
Церковь известна своим иконостасом высотой 16 метров с 88 иконами. В здании бывшей приходской школы с 1988 года действует Музей православной церкви Венгрии (Magyar Ortodox Egyházi Múzeum), обладающей значительной коллекцией произведений церковного искусства XV-XIX веков, в том числе иконы, богослужебные облачения, ювелирные изделия, чаши, кресты, книги. В этом храме и в местном музее православной культуры, телевидение проводит съёмки для тематических передач о Православии.